# Chalciporus piperatoides
Chalciporus piperatoides es una especie de hongo de poros pequeños perteneciente a la familia Boletaceae y al género Chalciporus. Se encuentra en bosques de América del Norte y se asemeja mucho a Chalciporus piperatus, aunque puede distinguirse por el hecho de que su carne y poros se tiñen de azul al cortarse o agullarse. Tiene un sabor menos picante.